# McDonnell Douglas F/A-18 Hornet
McDonnell Douglas F/A-18 Hornet (Ong vò vẽ) là một máy bay phản lực chiến đấu đa nhiệm siêu thanh hai động cơ có khả năng hoạt động trên tàu sân bay trong mọi thời tiết, có khả năng chiến đấu và tấn công các mục tiêu mặt đất (F/A viết tắt của Fighter/Attack – Chiến đấu/tấn công). Do McDonnell Douglas và Northrop Corporation thiết kế, F/A-18 xuất xứ từ mẫu Northrop YF-17 của Northrop trong thập niên 1970 để sử dụng trong Hải quân Hoa Kỳ và Thủy quân lục chiến Hoa Kỳ. Chiếc Hornet cũng được sử dụng trong lực lượng không quân của nhiều quốc gia. Đây là loại máy bay trình diễn của Phi đội Trình diễn Bay của Hải quân Hoa Kỳ - Blue Angels, từ năm 1986.
F/A-18 có tốc độ tối đa Mach 1,8. Nó có thể mang nhiều loại bom và tên lửa, gồm cả tên lửa không đối không và không đối đất cùng một pháo M61 Vulcan 20 mm. Máy bay sử dụng hai động cơ turbin cánh quạt General Electric F404 giúp nó có một tỷ lệ lực đẩy trên trọng lượng cao. F/A-18 có những tính năng khí động lực xuất sắc, chủ yếu nhờ vào các cánh nâng phía trước cánh (LEX). Các vai trò chủ yếu của loại máy bay này là hộ tống, bảo vệ hạm đội, chế áp lực lượng phòng không đối phương (SEAD), ngăn chặn tiếp tế trên không, hỗ trợ gần trên không và trinh sát trên không. Độ tin cậy và linh hoạt của máy bay khiến nó trở thành loại vũ khí đáng giá trên tàu sân bay, dù máy bay này từng bị chỉ trích vì có tầm hoạt động và tải trọng kém so với những loại máy bay cùng thời, như Grumman F-14 Tomcat trong vai trò máy bay chiến đấu và tấn công, và A-6 Intruder cùng A-7 Corsair II trong vai trò tấn công.
F/A-18 Hornet là thiết kế cơ sở của loại Boeing F/A-18E/F Super Hornet, một bản thiết kế lại lớn hơn, và có sự phát triển cao hơn của F/A-18. So với Hornet, chiếc Super Honet lớn hơn, nặng hơn và có tầm hoạt động cũng như tải trọng cao hơn. F/A-18E/F ban đầu được đề xuất như một sự thay thế cho một loại máy bay mới hoàn toàn để thay thế loại máy bay chỉ có vai trò tấn công như A-6 Intruder. Biến thể lớn hơn này cũng đã được sử dụng thay thế cho loại F-14 Tomcat đã có thời gian sử dụng lớn, vì thế đóng một vai trò bổ sung cho những chiếc Hornet trong Hải quân Mỹ, và gồm cả nhiều vai trò khác nữa như máy bay tiếp dầu. Nền tảng nhiễu điện tử EA-18 Growler cũng đã được phát triển từ F/A-18E/F Super Hornet.
F/A-18 Hornet có giá từ 30-50 triệu USD tùy theo phiên bản. Các phiên bản mới (F/A-18 E/F) có giá vào khoảng 80 triệu USD (thời giá 2013).

### Nguồn gốc

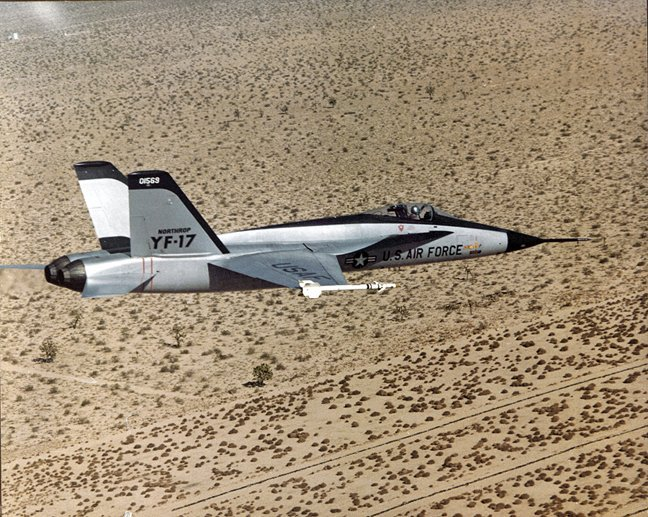
Chiếc Northrop YF-17 đã được phát triển thành F/A-18 có khả năng hoạt động trên tàu sân bay.

### Thiết kế lại YF-17

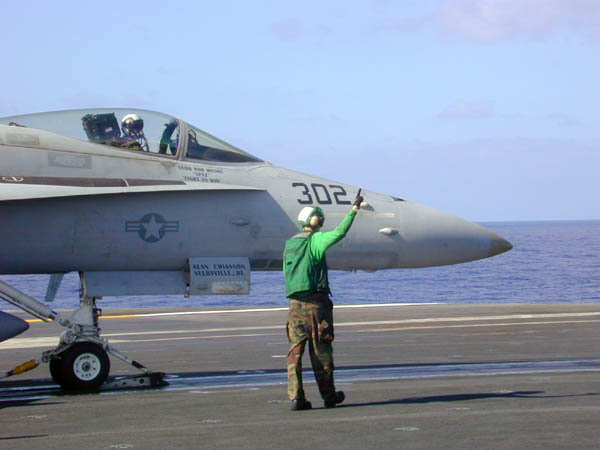
F/A-18C được gắn vào máy phóng trên boong tàu

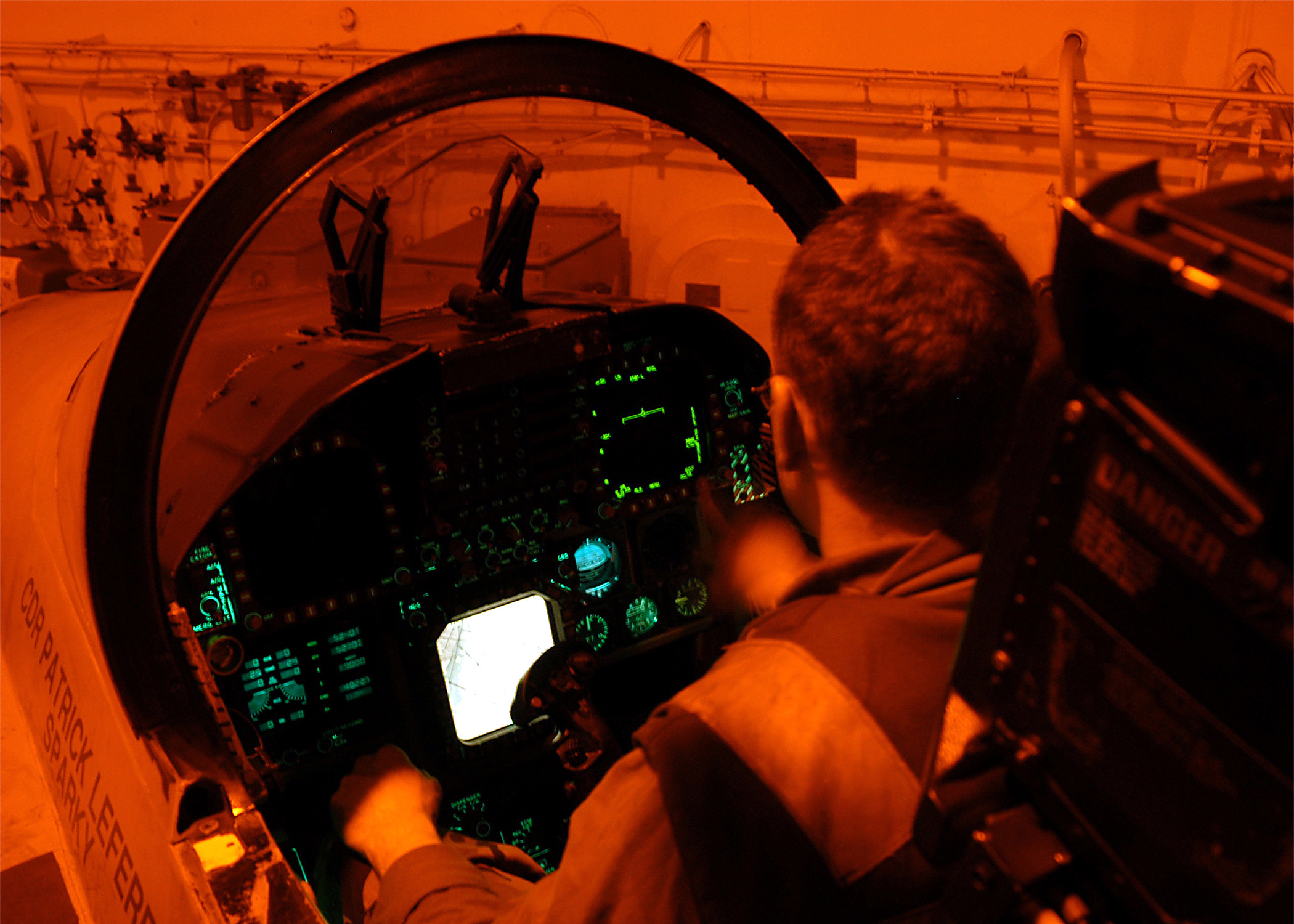
Màn hình hiển thị trước mặt (HUD) trong một chiếc F/A-18C

### Đi vào sản xuất

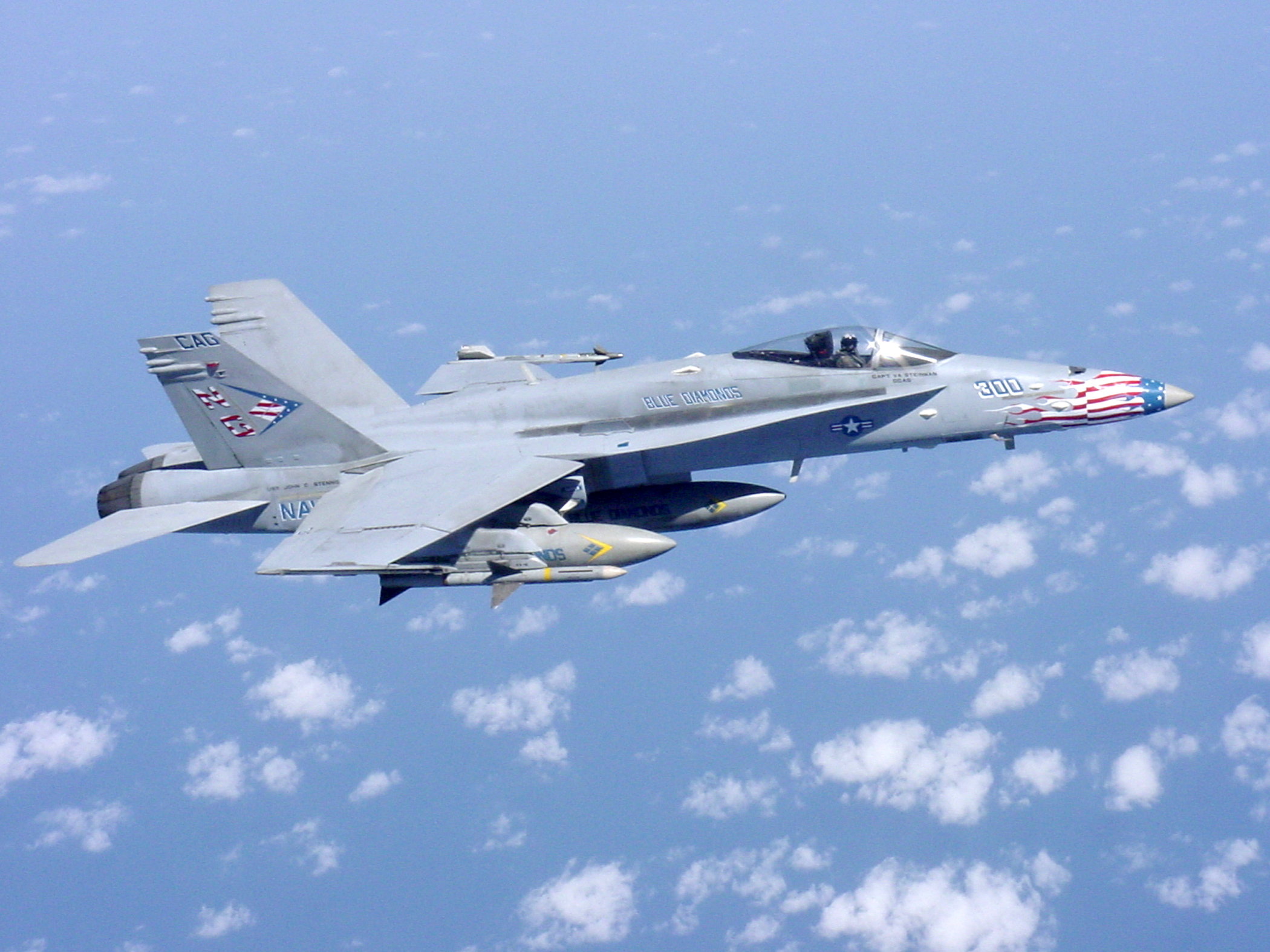
Một chiếc F/A-18 của Hải quân Mỹ thực hiện phi vụ trong Chiến dịch Tự do Bền vững năm 2002

## Thiết kế

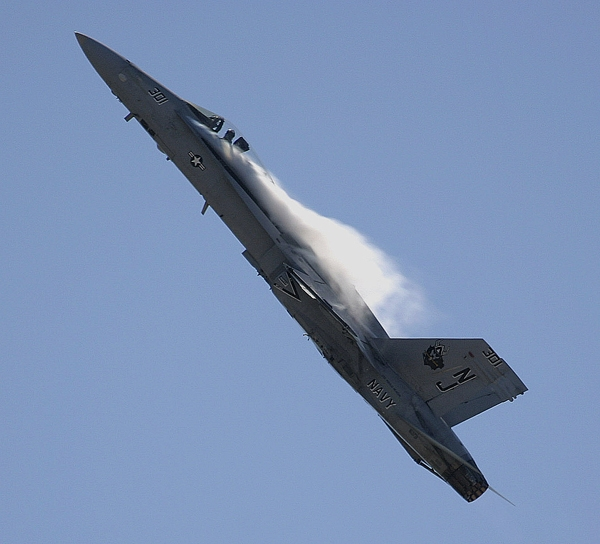
Một chiếc Hornet trình diện một màn bay vọt lên với độ g cao trong một triển lãm hàng không. Góc tấn công lớn gây ra các xoáy không khí mạnh hình thành trước cánh nâng trước cánh.

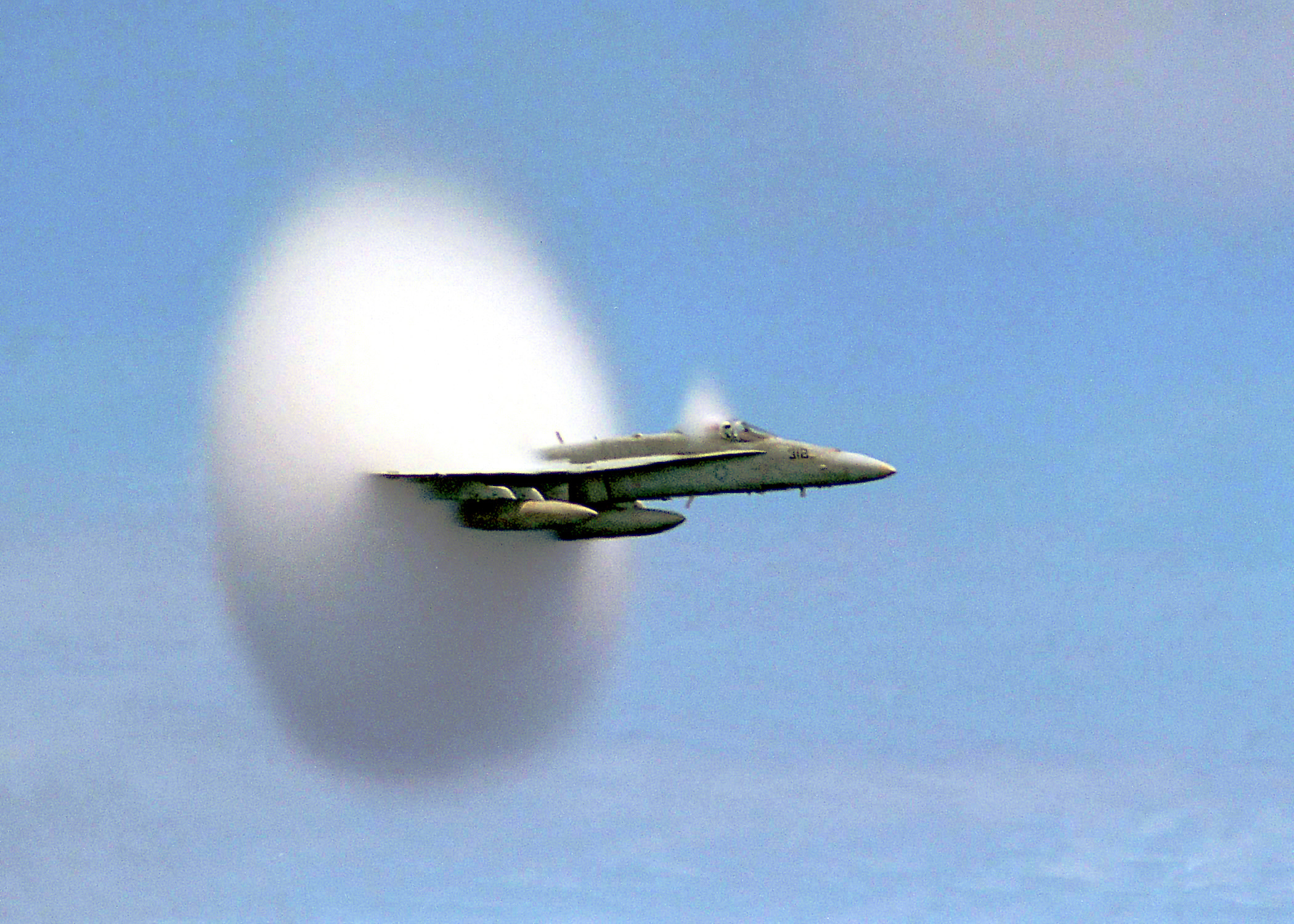
F/A-18 Hornet trong sự cô đặc cận siêu thanh Prandtl-Glauert

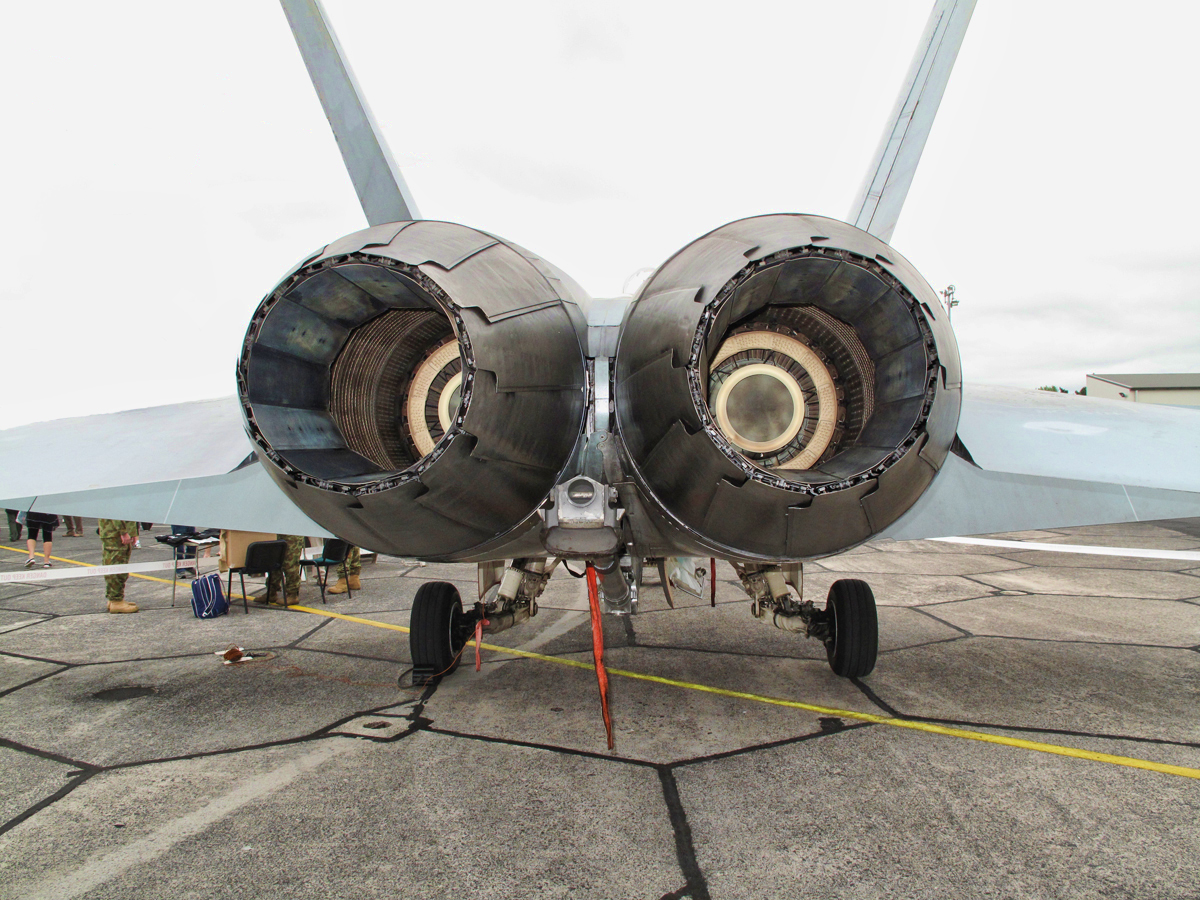
Đuôi phụt khí của một chiếc RAAF F/A-18 tại Triển lãm Hàng không Whenuapai ở New Zealand tháng 3 năm 2009

#### Đi vào hoạt động

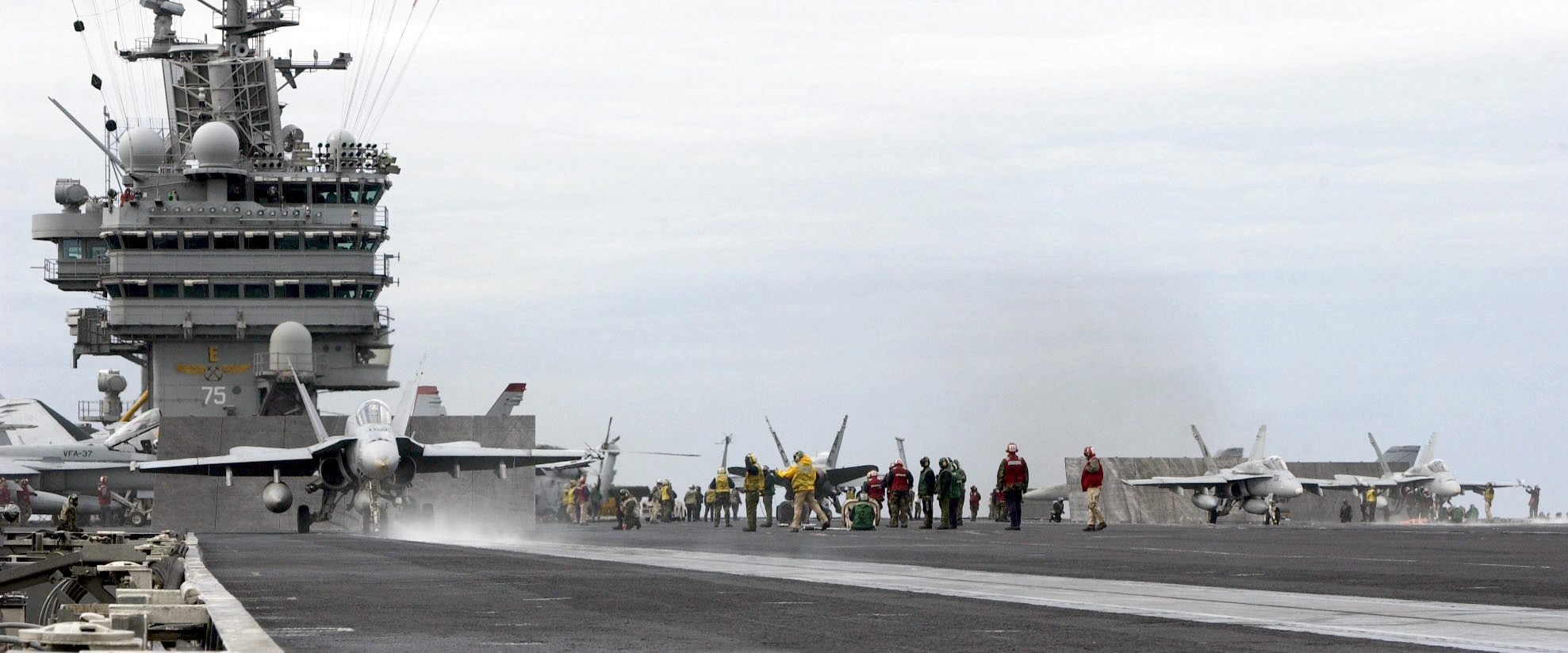
Những chiếc F/A 18 Hornet trên sàn bay siêu hàng không mẫu hạm lớp Nimitz

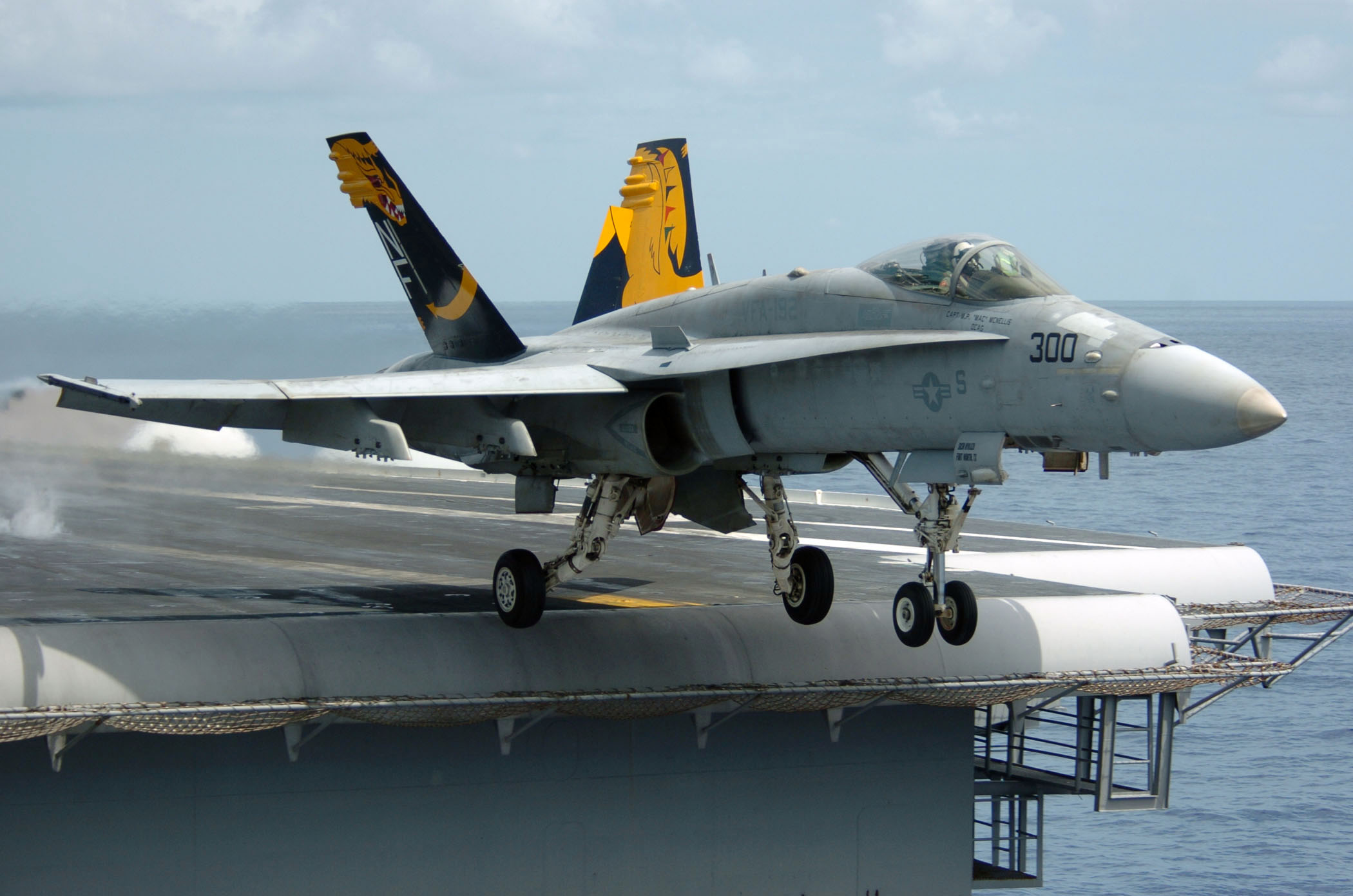
Một chiếc F/A-18 cất cánh từ

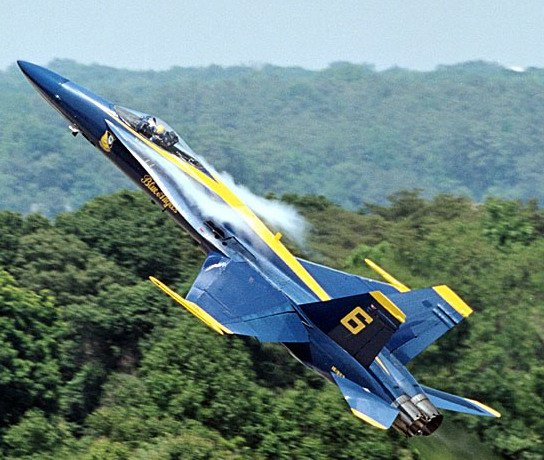
Chiếc F/A-18A số 6 của đội bay biểu diễn Blue Angels

#### Australia

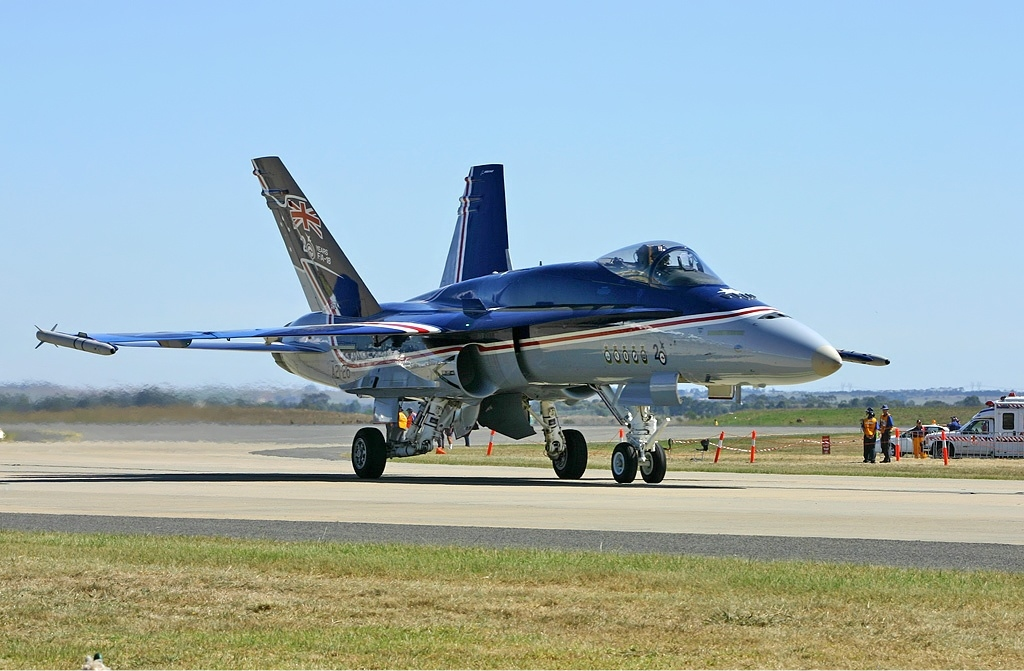
A RAAF F/A-18A (2005)

#### Canada

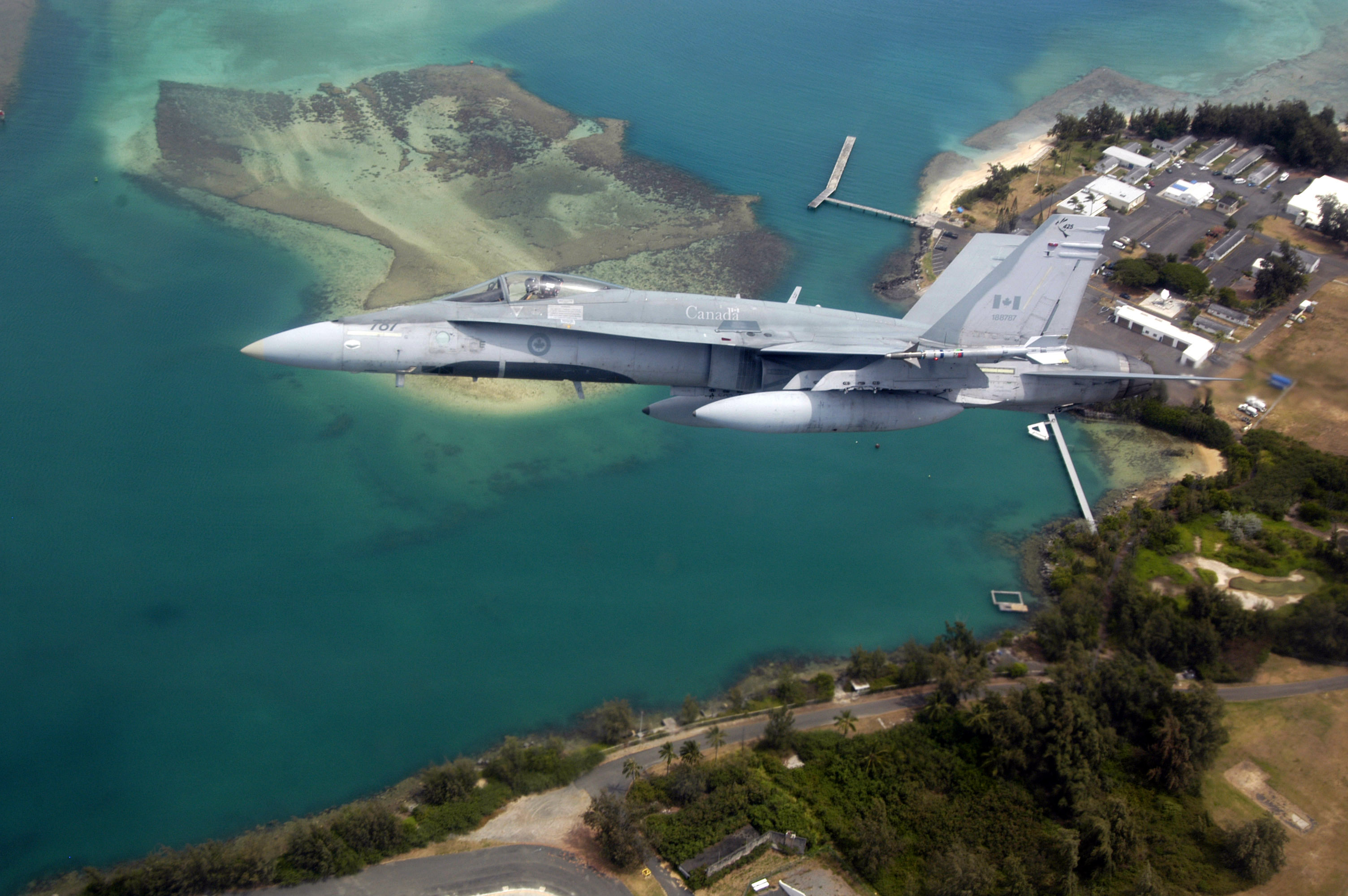
Chiếc CF-18A Hornet của Canada ngoài khơi Hawaii. Lưu ý "buồng lái giả" được sơn ở dưới máy bay, với mục đích làm phi công địch nhầm lẫn khi không chiến

#### Phần Lan

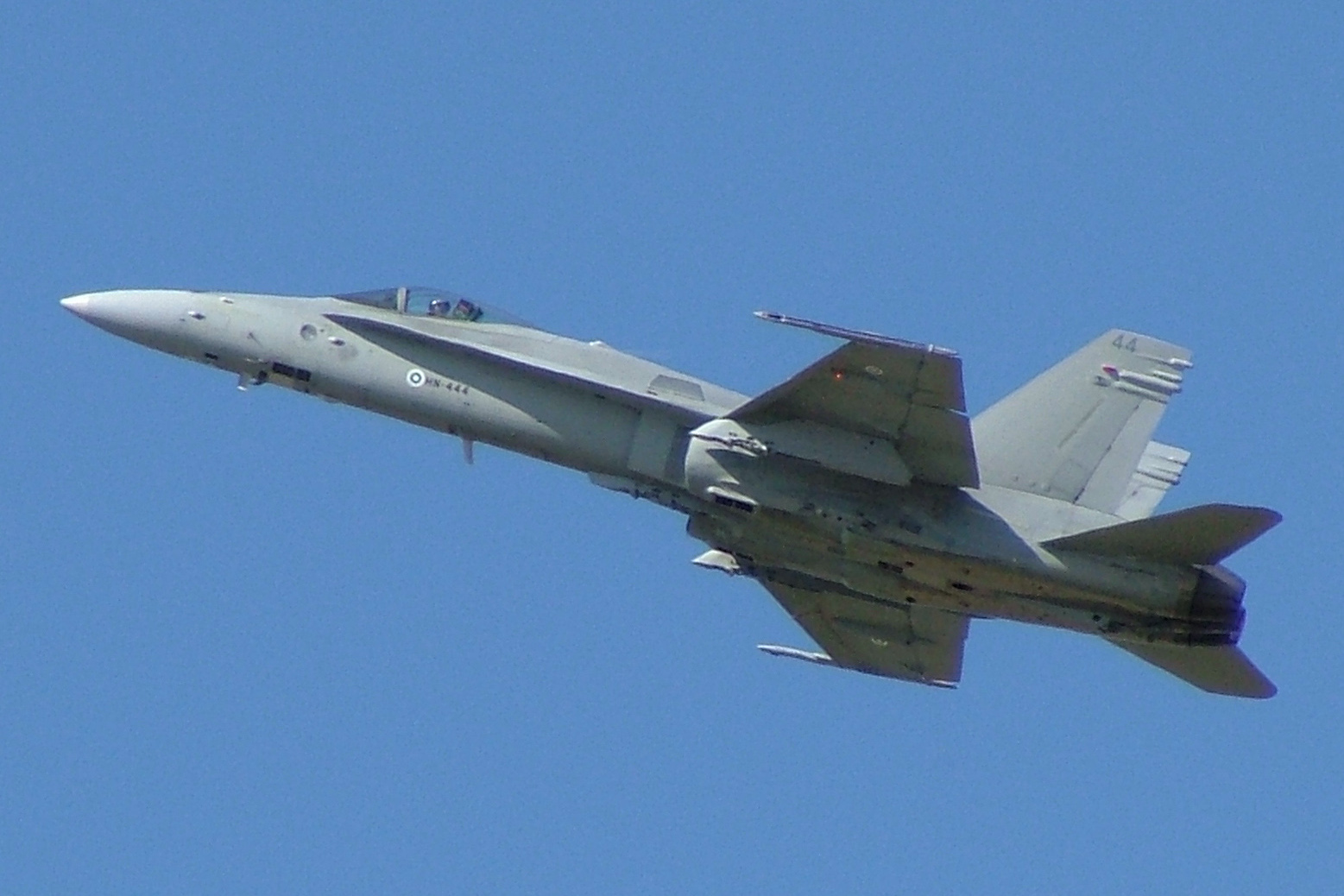
Một chiếc F-18C thuộc Không quân Phần Lan tại RIAT 2005

#### Tây Ban Nha

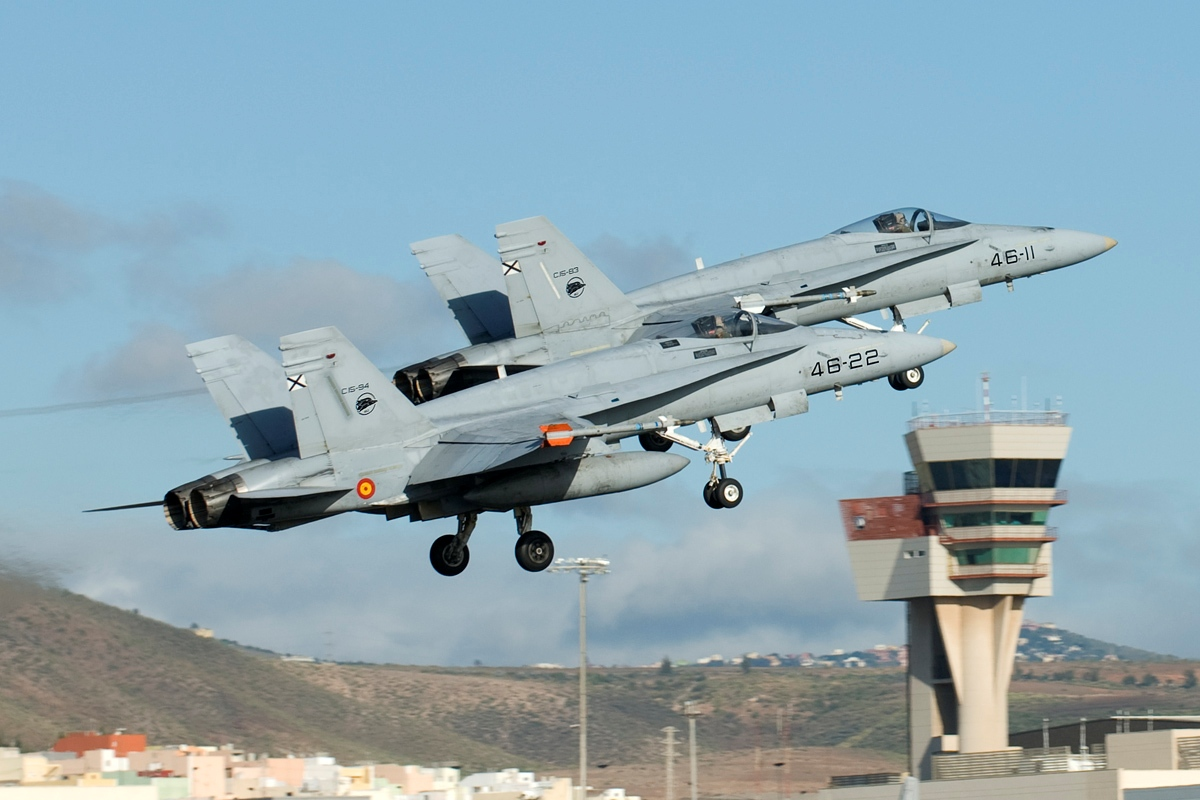
EF-18 của Không quân Tây Ban Nha

## Phát triển